# Brochthausen
Brochthausen is een dorp in de Duitse gemeente Duderstadt in de deelstaat Nedersaksen. In 1973 werd het dorp bij Duderstadt gevoegd. Het dorp ligt 10,5 km ten noordoosten van Duderstadt.
Breitenberg wordt voor het eerst vermeld in een oorkonde uit 1334. Sinds 1429 was het een van de elf raadsdorpen van Duderstadt. De Sint-Joriskerk, een fraai voorbeeld van neogotiek, met bezienswaardig interieur, in het dorp is gebouwd in 1891 en verving eerdere bouwwerken, waarvan de eerste dateerde uit de veertiende eeuw.
Op 2,5 km ten noordoosten van het dorp, juist over de gemeentegrens met Herzberg am Harz, ligt, nabij de voormalige grens met de DDR, landgoed Rotenberger Hof met een rijke geschiedenis. Het terrein is nu een golfbaan.